# Daontesia porcupina
Daontesia porcupina is een zeeanemonensoort uit de familie Bathyphelliidae.
Daontesia porcupina is voor het eerst wetenschappelijk beschreven door Riemann-Zürneck in 1997.